# آرگلیا (انتیوکیا)
آرگلیا (انگلیسی: Argelia, Antioquia) یک منطقه مسکونی در کشور کلمبیا است.